# Nectandra martinicensis
Nectandra martinicensis Mez – gatunek rośliny z rodziny wawrzynowatych (Lauraceae Juss.). Występuje naturalnie w Meksyku, Belize, Gwatemali, Salwadorze, Hondurasie, Nikaragui, Kostaryce, Panamie, Kolumbii, Wenezueli, Ekwadorze oraz na Trynidadzie i Tobago. 

## Morfologia
PokrójZimozielone drzewo dorastające do 20 m wysokości. Gałęzie są lekko owłosione.
LiścieMają kształt od lancetowatego do podłużnego lub eliptycznego. Mierzą 12–20 cm długości oraz 3,5–6 szerokości. Są lekko owłosione od spodu. Nasada liścia jest ostrokątna. Wierzchołek jest spiczasty.
KwiatySą zebrane w wiechy. Rozwijają się w kątach pędów. Dorastają do 25 cm długości. Płatki okwiatu pojedynczego mają białą barwę. Są niepozorne – mierzą 4–7 mm średnicy.
OwoceMają elipsoidalny kształt. Osiągają 12–15 mm długości.

## Biologia i ekologia
Rośnie w wiecznie zielonych lasach. Występuje na wysokości do 800 m n.p.m.